# 高雄山姜
高雄山姜（学名：Alpinia koshunensis），为姜科山姜属下的一个种。

## 扩展阅读
維基物種上的相關：高雄山姜